# Kiril Metkov
Kiril Metkov (sinh ngày 1 tháng 2 năm 1965) là một cầu thủ bóng đá người Bulgaria.

## Đội tuyển bóng đá quốc gia Bulgaria
Kiril Metkov thi đấu cho đội tuyển bóng đá quốc gia Bulgaria từ năm 1989 đến 1993.

## Thống kê sự nghiệp
| Đội tuyển bóng đá Bulgaria | Đội tuyển bóng đá Bulgaria | Đội tuyển bóng đá Bulgaria |
| Năm                        | Trận                       | Bàn                        |
| -------------------------- | -------------------------- | -------------------------- |
| 1989                       | 1                          | 0                          |
| 1990                       | 0                          | 0                          |
| 1991                       | 3                          | 0                          |
| 1992                       | 2                          | 0                          |
| 1993                       | 3                          | 0                          |
| Tổng cộng                  | 9                          | 0                          |